# Bala Fassequê
Bala Fassequê (em francês: Balla Fasséké), na tradição oral preservada na Épica de Sundiata, foi o griô de Sundiata Queita, mansa e fundador do Império do Mali. Todos os griôs dos mansas alegadamente descendiam dele. Com base nas descrições físicas dadas sobre ele nas fontes, possivelmente era um malinquê.